# Worth It
"Worth It"는 피프스 하모니의 노래이다. 키드 잉크이 피쳐링에 참여했다.